# Севдалин Генов
Севдалин Паунов Генов е съвременен български поет, писател и галерист.

## Биография
Роден е на 29 април 1943 г. в София в семейството на писателя Паун Генов. Завършва славянска филология в Софийския университет. Работил е като редактор в Детска редакция на Българската национална телевизия и като преподавател в Нов български университет, в Департамента по масови комуникации.
Автор на книги със стихотворения и приказки, сценарист на многобройни телевизионни предавания и поредици за деца. Има публикации по теория на литературата и медиазнание. Негови стихове са печатани във вестници, списания и сборници.
Съсобственик и художествен експерт на Галерия „Натали“ в София.
Член е на Съюза на българските журналисти и на Сдружението на българските писатели.

## Награди
- Награда на Министерството на културата;
- Награда на Министерството на просветата;
- Специална награда „При Данюб“, Братислава, Словакия;
- Награда за анимационен филм „Сребърен лъв“, Венеция;
- Яворова награда, Поморие;
- Специална награда „Слънцето на Ерос“ на издателство АБВ;
- ІІ награда на Европейската академия за поезия, Лече, Италия.